# МТЛ Арена

## Описание
МТЛ Арена многофункциональный объект: несколько залов, бассейн, тренажерный зал и пресс-центр.
Главная арена предназначена для разного профиля мероприятия: семинары, корпоративные встречи и спортивные соревнования.
Вместимость:
- 1500 посетителей на спортивных соревнованиях;
- 2200 посетителей в формате театральной посадки с партером;
- 3500 посетителей в формате танцпола.

## Соревнования
- Мировая Лига по баскетболу среди женских клубных команд (3): 2003, 2004, 2005
- Единая лига ВТБ (4): 2011/12, 2012/13, 2013/14, 2014/15
- Кубок России по баскетболу (3): 2011/12, 2019/20, 2021/22
- Кубок России по боксу 2025